# Barva magmatických hornin
Barva magmatických hornin je do značné míry ukazatelem jejich kyselosti či bazicity. Vyjadřuje se indexem (intenzity) zbarvení, který je roven procentuálnímu zastoupení tmavých, především feromagneziových minerálů (olivín, pyroxen, amfibol, biotit aj. ). Jejich protějškem jsou světlé minerály (křemen, živec a foidy).
Barevný index neboli barevné číslo (zkr. M' = podíl mafických minerálů), anglicky color index (C.I.), je parametr používaný v petrologii, který udává podíl tmavých minerálů ve vyvřelé hornině. Za tmavé minerály jsou při stanovení infexu M' považovány všechny mafické minerály bez muskovitu, apatitu a vyvřelých uhličitanových minerálů. Součet objemových procent těchto minerálů odpovídá barevnému indexu horniny. Barevný index lze odhadnout na kousku vzorku v ruce a je tedy jednoduchým nástrojem pro klasifikaci horniny. Přesné hodnoty se určují počítáním na tenkém výbrusu horniny pod mikroskopem, pomocí počítače bodů.
Podle velikosti indexu zbarvení se horniny rozlišují na:
hololeukokratní (velmi světlé), index 0-10  (0-5)
leukokratní (světlé), index 10-40  (5-35)
mezokratní (středně tmavé), index 40-60  (35-65)
melanokratní (tmavé), index 60-90  (65-95)
holomelanokratní (ultramafické horniny), index  90–100  (95–100). Index nepřihlíží ke zbarvení živců, a proto např. laurvíkit má sice nízký index, je však velmi tmavou horninou vzhledem k hojnosti tmavých živců.
Magmatity s barevným indexem menším než 90 lze klasifikovat podle diagramu QAPF. Podle barevného čísla se z diagramu odečte správný název horniny.
Diagram QAPF však nelze použít k určování ultrabazických hornin s obsahem mafitů větším než 90 %, pro které se používají ternární diagramy s jinými minerály ve vrcholech trojúhelníků.